# 1168

## Události
- v Gloucesteru Židé obviněni z ukřižování křesťanského dítěte
- na mysu Arkona na ostrově Rujána byl dánskám králem Valdemarem I. a arcibiskupem Absalonem zničen chrám boha Svantovíta, který byl poslední výspou původní slovanské kultury.

## Narození
- 19. listopadu – Ning-cung, čínský císař († 17. září 1224)

## Úmrtí
- leden – Dětřich Alsaský, hrabě flanderský (* cca 1099)
- 5. dubna – Robert II. z Beaumontu, hrabě z Leicesteru (* 1104)
- 20. září – Paschal III. (vzdoropapež), vzdoropapež Alexandra III. (* ?)
- 28. září – Konrád II. Babenberský, salcburský arcibiskup (* cca 1115)
- 24. října – Vilém IV. z Nevers, hrabě z Nevers, Auxerre a Tonnere (* cca 1130)
- ? – Patrik ze Salisbury, hrabě ze Salisbury

## Hlavy států
- České království – Vladislav II.
- Svatá říše římská – Fridrich I. Barbarossa
- Papež – Alexandr III.
- Anglické království – Jindřich II. Plantagenet
- Francouzské království – Ludvík VII.
- Polské knížectví – Boleslav IV. Kadeřavý
- Uherské království – Štěpán III. Uherský
- Sicilské království – Vilém II. Dobrý
- Kastilské království – Alfonso VIII. Kastilský
- Rakouské vévodství – Jindřich II. Jasomirgott
- Skotské království – Vilém Lev
- Byzantská říše – Manuel I. Komnenos